# Tuvalu na Mistrzostwach Świata w Lekkoatletyce 2017
Tuvalu na Mistrzostwach Świata w Lekkoatletyce 2017 – reprezentacja Tuvalu podczas Mistrzostw Świata w Londynie liczyła 1 zawodnika, który nie zdobył medalu.

## Skład reprezentacji
| Zawodnik   | Konkurencja        | Pre-eliminacje | Pre-eliminacje | Eliminacje | Eliminacje | Półfinał | Półfinał | Finał    | Finał   |
| Zawodnik   | Konkurencja        | Rezultat       | Pozycja        | Rezultat   | Pozycja    | Rezultat | Pozycja  | Rezultat | Pozycja |
| ---------- | ------------------ | -------------- | -------------- | ---------- | ---------- | -------- | -------- | -------- | ------- |
| Ielu Tamoa | Bieg na 100 metrów | 12,12          | 28.            | NQ         | NQ         | NQ       | NQ       | NQ       | NQ      |